# Scarus niger
Scarus niger är en fiskart som beskrevs av Forsskål, 1775. Scarus niger ingår i släktet Scarus och familjen Scaridae. IUCN kategoriserar arten globalt som livskraftig. Inga underarter finns listade i Catalogue of Life.
Artepitetet i det vetenskapliga namnet är det latinska ordet niger (svart).